# Битош (смт)
Би́тош (рос. Бытошь) — селище міського типу, у Дятьковському району Брянської області, Росія.
Населення селища становить 4 271 особа (2006; 4 515 в 2002).

## Географія
Селище розташоване на річці Ветьма та її притоці Битошка, басейн Десни. Окрім того по території селища протікає притока Битошки — Будочка з лівою притокою Бобровка. На річці Битошка, у північній околиці селища, знаходиться озеро Битош.

## Історія
Поселення відоме з XVII століття як село Битошка. Статус селища міського типу надано в 1929 році.

## Економіка
В селищі працюють скляний та арматурний заводи.

## Видатні місця
- Церква Покрови (1834)